# Tom Coughlin

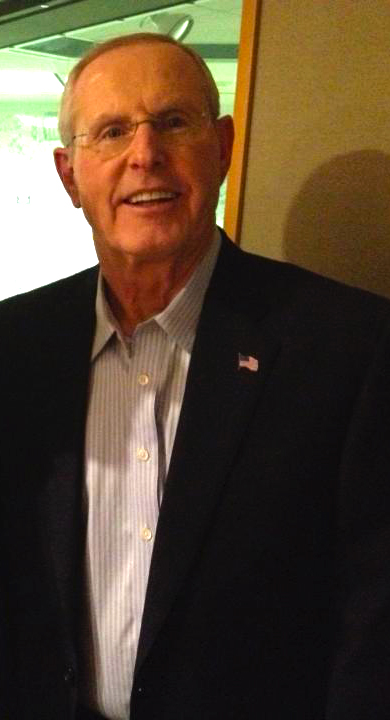
Tom Coughlin 2013.

Thomas Richard "Tom" Coughlin, född 31 augusti 1946 i Waterloo i delstaten New York är en amerikansk tränare i amerikansk fotboll. Hans största framgångar i karriären var båda med New York Giants, först med vinsten som assisterande tränare vid Super Bowl XXV 1991 och senare som tränare vid Super Bowl XLII 2008.

## Karriär
Tränarkarriär
- Syracuse University 1969 (assisterande tränare)
- Rochester Institute of Technology 1970-1973 (tränare)
- Syracuse University 1974-1980 (assisterande tränare)
- Boston College 1981-1983 (assisterande tränare)
- Philadelphia Eagles 1984-1985 (assisterande tränare)
- Green Bay Packers 1986-1987 (assisterande tränare)
- New York Giants 1988-1990 (assisterande tränare)
- Boston College 1991-1993 (tränare)
- Jacksonville Jaguars 1995-2002 (tränare)
- New York Giants 2004-2015 (tränare)